# Sarbia oneka
Espèce
Sarbia oneka est une espèce de lépidoptères de la famille des Hesperiidae, de la sous-famille des Pyrginae et de la tribu des Pyrrhopygini.

## Dénomination
Sarbia oneka a été nommé par William Chapman Hewitson en 1866.

### Nom vernaculaire
Sarbia oneka se nomme Oneka Firetip en anglais.

## Écologie et distribution
Sarbia oneka est présent au Venezuela et au Brésil,.

### Protection
Pas de statut de protection particulier.